# 烏蒂克亞庫區
6°36′27″S 78°47′34″W / 6.6076°S 78.7928°W
烏蒂克亞庫區（西班牙語：Distrito de Uticyacu），是秘魯的一個區，位於該國北部卡哈馬卡大區的聖克魯斯省，始建於1941年10月1日，面積43.4平方公里，海拔高度2,312米，2005年人口1,668，人口密度每平方公里38人。